# Honesto Pacana
Honesto Pacana y Chaves (Cagayán de Oro, 22 de enero de 1933-1 de febrero de 2024) fue un obispo católico filipino.

## Biografía
Hijo de Felisa Chaves y Vicente Pacana.
Estudió filosofía en la Universidad de San Luis en Filipinas y se licenció en Sagrada Escritura en la Escuela de Teología Loyola de la Universidad de Manila. Tomó sus votos perpetuos en la Capilla de la Universidad Xavier ante el Superior General Pedro Arrupe SJ el 22 de abril de 1978.
Desde el 11 de septiembre de 1991, perteneciente a la Diócesis de Malaybalay.
Chaves falleció el 1 de febrero de 2024 a los 91 años.